# Emma Kilpimaa
Emma Kilpimaa (* 1996 in Savukoski) ist eine finnische Schauspielerin.

## Leben und Karriere
Kilpimaa studierte an der Theaterhochschule in Helsinki. Ihr Debüt gab sie 2020 in der Fernsehserie Justimus esittää: Duo. Anschließend war sie 2021 in der Serie Paras vuosi ikinä zu sehen. Außerdem bekam sie 2022 in dem Film Huonot naiset eine Hauptrolle. Im selben Jahr trat Kilpimaa in Palimpsest auf. 2024 spielte sie in dem Film Neuigkeiten aus Lappland mit.
Kilpimaa ist auch im Theater aktiv, etwa in der Inszenierung von Tulitikkutehtaan tyttö. Neben ihrer Muttersprache Finnisch spricht sie auch noch Englisch und Schwedisch.

## Filmografie
Filme
- 2022: Huonot naiset
- 2022: Palimpsest
- 2024: Neuigkeiten aus Lappland

Serien
- 2020–2022: Justimus esittää: Duo
- 2021: Paras vuosi ikinä